# Tecapán
Tecapán è un comune del dipartimento di Usulután, in El Salvador.